# Ocampo (Michoacán)
Ocampo es una localidad en el estado de Michoacán, y cabecera del municipio homónimo, localizada al oriente del estado. Su distancia a la capital del estado es de 156 km.

## Toponimia
La actual localidad de Ocampo fue fundada en noviembre de 1864 en el terreno «El Tejocotal», sin embargo, recibe su actual nombre 10 años más tarde, en 1874, en honor al político mexicano Melchor Ocampo, mismo nombre el cual se hace referencia en la zona centro de la localidad con una estatua del mismo con la frase «Natalicio de Melchor Ocampo».

## Demografía
Cuenta con 4296 habitantes lo que representa un incremento promedio de 1.3 % anual en el período 2010-2020 sobre la base de los 3799 habitantes registrados en el censo anterior. Ocupa una superficie de 1.565 km², lo que determina al año 2020 una densidad de 2745 hab/km².
| Gráfica de evolución demográfica de Ocampo entre 2000 y 2020      |
|                                                                   |
| Fuente: Instituto Nacional de Estadística Geografía e Informática |

En el año 2020 estaba clasificada como una localidad de grado bajo de vulnerabilidad social.
La población de Ocampo está mayoritariamente alfabetizada (3.05 % de personas analfabetas al año 2020) con un grado de escolarización en torno de los 9 años. Solo el 0.21 % de la población se reconoce como indígena.